# Hitchcock Heights
Die Hitchcock Heights sind ein hauptsächlich vereistes Gebirge von bis zu 1800 m Höhe an der Bowman-Küste des Grahamlands auf der Antarktischen Halbinsel. Sie erstrecken sich zwischen dem Maitland- und dem Apollo-Gletscher auf der Südseite des Mobiloil Inlet.
Entdeckt und fotografiert wurden sie bei einem Überflug am 20. Dezember 1928 durch den australischen Polarforscher Hubert Wilkins. Weitere Luftaufnahmen entstanden am 23. November 1935 durch den US-amerikanischen Polarforscher Lincoln Ellsworth. Das Advisory Committee on Antarctic Names benannte sie 1952 nach Charles Baker Hitchcock (1906–1969), Direktor der American Geographical Society und beteiligt an der Erstellung der ersten Landkarte dieses Gebiets anhand dieser Luftaufnahmen.